# 永見寛二

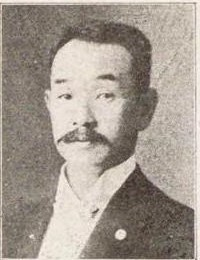
永見寛二

永見 寛二（ながみ かんじ、1858年10月7日（安政5年9月1日） - 1922年（大正11年）4月16日）は、日本の政治家、衆議院議員（2期）。縁戚に永見徳太郎。

## 経歴
長崎県出身。長崎市会議員、所得税調査委員、長崎商業会議所議員、同会頭、十八銀行、長崎貯蓄銀行各副頭取、長崎県農工銀行取締役、長崎米穀取引所監査役、長崎電燈、長崎製氷各(株)社長、東洋浚渫、汽船漁業、島原鉄道各(株)取締役となる。
1904年の第9回衆議院議員総選挙において長崎市選挙区から無所属で立候補して当選した。1908年の第10回衆議院議員総選挙は不出馬。1912年の第11回衆議院議員総選挙では立憲政友会から立候補して再選した。衆議院議員を2期務め、1915年の第12回衆議院議員総選挙には出馬しなかった。1922年に死去した。